# 帝斯曼

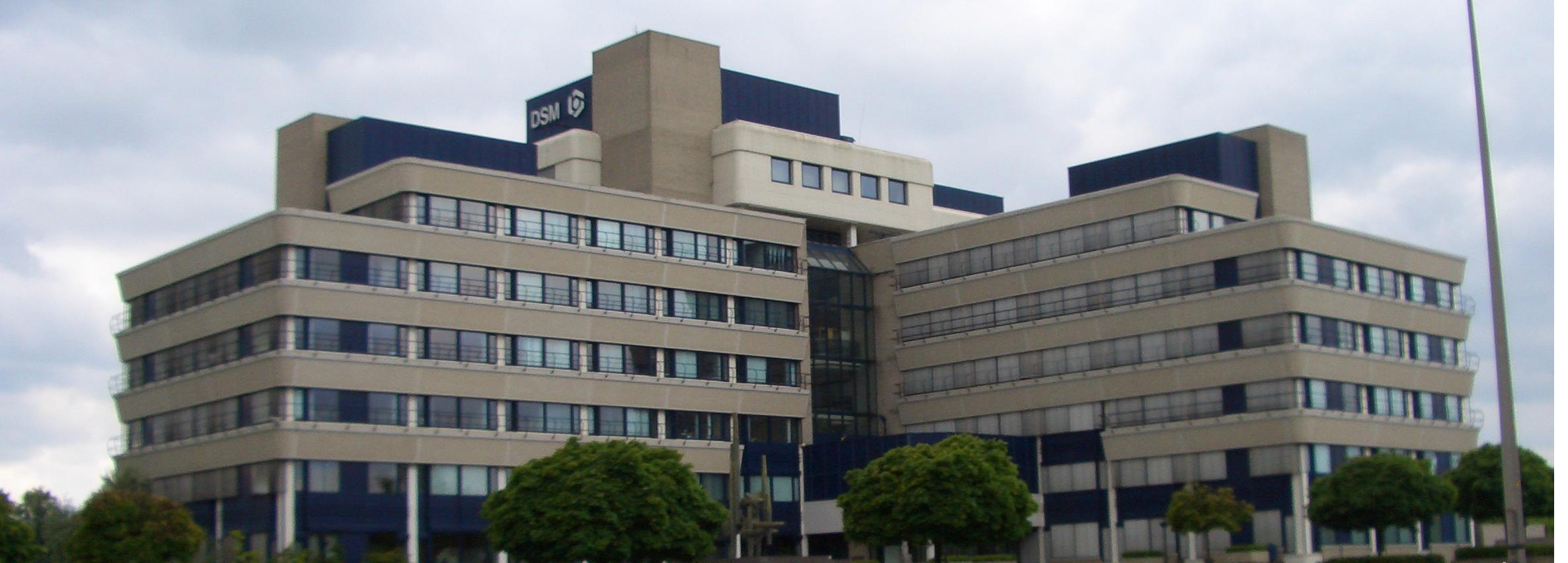
位于海尔伦的帝斯曼总部

帝斯曼，简称DSM （全称为Koninklijke DSM N.V.或Royal DSM N.V.）是一家专注于生命科学和性能材料的跨国公司，总部位于荷兰海尔伦。帝斯曼最早是一家国有煤矿开采公司（荷兰国有煤矿公司，Dutch State Mines/De StaatsMijnen），目前帝斯曼的业务主要分五个部分：营养、制药、性能材料、聚合物中间体、基础化学及材料。2023年五月與瑞士香水公司芬美意（firmenich）合併為dsm-firmenich。

## 名称
帝斯曼的名称来自其原名英文翻译的首字母缩写。帝斯曼的荷語名称为“De Nederlandse Staatmijnen”，翻译成英文就是“Dutch State Mines（DSM）”，意為荷兰国有煤矿公司。20世纪60年代末，荷兰政府决定关闭所有（国有）矿厂；1973年最后一个煤矿关闭后，帝斯曼决定保留缩写“DSM”作为自己的名称。

## 历史
帝斯曼成立于1902年，最初是一家国有煤矿公司。经过几年发展，帝斯曼公司不只从事煤矿开采，还参与了化学工业。由于所有矿厂的关闭及紧接着的失业状况，荷兰政府决定刺激化学工业并提供工作给矿工。
1989年帝斯曼私有化，并首次开始将股份卖给股市投资者。2002年，公司将石化部门（石脑油裂解）出售给沙特阿拉伯的沙特基础工业公司（SABIC）。2003年十月，帝斯曼收购了罗氏的维生素和精细化工品部门，并更名为“帝斯曼营养产品”。
2023年五月與瑞士香水公司芬美意（firmenich）合併為dsm-firmenich。